# John Lennon-diszkográfia
A Beatles együttesben a válság már 1968-ban elkezdődött. John Lennon és Yoko Ono kiadta a Unfinished Music No. 1: Two Virgins-, 1969 tavaszán  pedig a Unfinished Music No. 2: Life with the Lions című albumokat, és 1969 őszén megalakult a Plastic Ono Band. Lennon közölte, hogy kilép a Beatlesből, de a közlése nem volt hivatalos. 1970. április 10-én azonban Paul McCartney hivatalosan bejelentette, hogy kilép a Beatles együttesből.

## Albumok

### Stúdióalbumok
| Év   | Cím | Helyezések | Helyezések | Helyezések | Helyezések | Díjak      | Díjak   |
| Év   | Cím | USA        | UK         | NO         | JP         | USA        | UK      |
| ---- | --- | ---------- | ---------- | ---------- | ---------- | ---------- | ------- |
| 1970 | John Lennon/Plastic Ono Band - Kiadó: Apple - Kiadás: 1970. december 11.                                            | 6          | 8          | 13         | 5          | Arany      |         |
| 1971 | Imagine - Kiadó: Apple - Kiadás: 1971. szeptember 9. (USA), 1971. október 8. (UK)                                   | 1          | 1          | 1          | 1          | 2x Platina |         |
| 1972 | Some Time in New York City (Yoko Onóval) - Kiadó: Apple - Kiadás: 1972. június 12. (USA), 1972. szeptember 15. (UK) | 48         | 11         | 2          | 15         |            |         |
| 1973 | Mind Games - Kiadó: Apple - Kiadás: 1973. november 16.                                                              | 9          | 13         | 7          | 6          | Arany      | Arany   |
| 1974 | Walls and Bridges - Kiadó: Apple - Kiadás: 1974. október 4.                                                         | 1          | 6          | 3          | 14         | Arany      | Ezüst   |
| 1975 | Rock ’n’ Roll - Kiadó: Apple - Kiadás: 1975. február 21.                                                            | 6          | 6          | 9          | 15         | Arany      | Arany   |
| 1980 | Double Fantasy (Yoko Onoval) - Kiadó: Geffen - Kiadás: 1980. november 17.                                           | 1          | 1          | 1          | 2          | 3x Platina | Platina |
| 1984 | Milk and Honey (Yoko Onoval) - Kiadó: Polydor - Kiadás: 1984. január 27.                                            | 11         | 3          | 7          | 3          | Arany      | Arany   |

### Koncertalbumok
| Év                                 | Cím                                                                            | Helyezések | Helyezések | Helyezések | Helyezések | Helyezések | RIAA Díjak |
| Év                                 | Cím                                                                            | USA        | UK         | JP         | NO         | SE         | RIAA Díjak |
| ---------------------------------- | ------------------------------------------------------------------------------ | ---------- | ---------- | ---------- | ---------- | ---------- | ---------- |
| 1969                               | Live Peace in Toronto 1969 - Kiadó: Apple - Kiadás: 1969. december 12.         | 10         | —          | 29         | 19         | —          | Arany      |
| 1986                               | Live in New York City - Kiadó: Parlophone, Capitol - Kiadás: 1986. február 10. | 41         | 55         | 13         | —          | 12         | Arany      |
| "—" jelzi, ha nem ért el helyezést |                                                                                |            |            |            |            |            |            |

### Válogatások
| Év                                 | Cím | Helyezések | Helyezések | Helyezések | Helyezések | Helyezések | Helyezések | Díjak      | Díjak      | Díjak   | Díjak   | Megjegyzés                                                              |
| Év                                 | Cím | USA        | UK         | JP         | NO         | SE         | AT         | USA        | UK         | CAN     | JP      | Megjegyzés                                                              |
| ---------------------------------- | --- | ---------- | ---------- | ---------- | ---------- | ---------- | ---------- | ---------- | ---------- | ------- | ------- | ----------------------------------------------------------------------- |
| 1975                               | Shaved Fish - Kiadó: Apple - Kiadás: 1975. október 24. | 12         | 8          | 22         | 9          | 28         | 5          | Platina    | Arany      |         |         |                                                                         |
| 1982                               | The John Lennon Collection - Kiadó: Parlophone, Odeon Records (néhány országban), Geffen Records (USA) - Kiadás: 1982. november 1. (UK), 1982. november 8. (USA) | 33         | 1          | 8          | 1          | 4          | —          | 3x Platina | 3x Platina | Arany   |         |                                                                         |
| 1986                               | Menlove Ave. - Kiadó: Parlophone - Kiadás: 1986. november 3. | 127        | —          | 32         | —          | —          | —          |            |            |         |         | a válogatás 1973-74-es felvételekből áll                                |
| 1988                               | Imagine: John Lennon - Kiadó: Parlophone - Kiadás: 1988. október 10.                                                                                             | 31         | 64         | 14         | —          | —          | —          | Arany      | Arany      |         | Arany   | filmzene album az Imagine: John Lennon filmhez                          |
| 1990                               | Lennon - Kiadó: Parlophone - Kiadás: 1990. október 30. | —          | —          | 53         | —          | —          | —          |            |            |         |         | Box-set összeállítás                                                    |
| 1997                               | Lennon Legend: The Very Best of John Lennon - Kiadó: Parlophone - Kiadás: 1997. október 27. (UK), 1998. február 24. (USA)                                        | 65         | 3          | 46         | —          | 28         | 5          | Platina    | 2x Platina | Platina | Platina |                                                                         |
| 1998                               | John Lennon Anthology - Kiadó: Capitol/EMI - Kiadás: 1998. november 2.                                                                                           | 99         | 64         | 30         | —          | —          | —          | Arany      |            |         |         | Box-set válogatás a korábbi kiadatlan felvételekből                     |
| 1998                               | Wonsaponatime - Kiadó: Capitol/EMI - Kiadás: 1998. november 2.                                                                                                   | —          | 76         | 57         | —          | —          | —          |            |            |         |         | a válogatás magában foglalja a John Lennon Anthology album legjobbjait  |
| 2001                               | Instant Karma: All-Time Greatest Hits - Kiadó: Timeless/Traditions Alive Music - Kiadás: 2002. február 1.                                                        | —          | —          | —          | —          | —          | —          | —          |            |         |         | korlátozott kiadás                                                      |
| 2004                               | Acoustic - Kiadó: Capitol/EMI - Kiadás: 2004. november 1. | 31         | 133        | 23         | —          | —          | —          |            |            |         |         | az akusztikus anyag egy válogatása, többnyire már kiadott felvételekkel |
| 2005                               | Peace, Love & Truth - Kiadó: EMI - Kiadás: 2005. augusztus 4. | —          | —          | —          | —          | —          | —          | —          |            |         |         | korlátozott kiadás                                                      |
| 2005                               | Working Class Hero: The Definitive Lennon - Kiadó: Parlophone/Capitol/EMI - Kiadás: 2005. október 3.                                                             | 136        | 11         | 39         | 13         | 17         | 22         |            | Arany      |         |         | dupla album                                                             |
| 2006                               | The U.S. vs. John Lennon - Kiadó: Parlophone/EMI/Capitol - Kiadás: 2006. szeptember 25.                                                                          | —          | —          | —          | —          | —          | —          | —          |            |         |         | korlátozott kiadás; a The U.S. vs. John Lennon filmzenéhez              |
| 2006                               | Remember (Starbucks válogatás) - Kiadó: EMI/Starbucks - Kiadás: 2006                                                                                             | —          | —          | —          | —          | —          | —          | —          |            |         |         | korlátozott kiadás                                                      |
| 2010                               | Gimme Some Truth - Kiadó: Capitol - Kiadás: 2010. október 5. | —          | —          | —          | —          | —          | —          | —          |            |         |         | Box-set válogatás                                                       |
| 2010                               | Power To The People: The Hits - Kiadó: Capitol - Kiadás: 2010. október 5.                                                                                        | —          | —          | —          | —          | —          | —          | —          |            |         |         |                                                                         |
| 2010                               | John Lennon Signature Box - Kiadó: Capitol - Kiadás: 2010. október 5.                                                                                            | —          | —          | —          | —          | —          | —          | —          |            |         |         | Box-set válogatás                                                       |
| "—" jelzi, ha nem ért el helyezést | |            |            |            |            |            |            |            |            |         |         |                                                                         |

## Kislemezek

### 1969
- "Give Peace a Chance"/"Remember Love" – 1969. július 4.
- "Cold Turkey"/"Don't Worry Kyoko (Mummy's Only Looking For a Hand in Snow)" – 1969. október 24.

### 1970
- "Instant Karma!"/"Who Has Seen The Wind?" – 1970. február 6.

### 1971
- "Power to the People"/"Open Your Box" – 1971. március 12.
- "God Save Us"/"Do the Oz" – 1971. július 16.

### 1972
- "Happy Xmas (War is Over)"/"Listen, the Snow is Falling" – 1972. november 24.

### 1973
- "Mind Games"/"Meat City" – 1973. november 16.

### 1974
- "Whatever Gets You Thru the Night"/"Beef Jerky" – 1974. október 4.

### 1975
- "#9 Dream"/"What You Get" – 1975. január 31.
- "Stand By Me"/"Move Over Mrs. L." – 1975. április 18.
- "Imagine"/"Working Class Hero" – 1975. október 24.

### 1980
- "(Just Like) Starting Over"/"Kiss Kiss Kiss" – 1980. október 24.

### 1981
- "Woman"/"Beautiful Boys" – 1981. január 16.
- "Watching the Wheels"/"(Yes) I'm Your Angel" – 1981. március 27.

### 1982
- "Love"/"Gimme Some Truth" – 1982. november 1.

### 1984
- "Nobody Told Me"/"O' Sanity" – 1984. január 9.
- "Borrowed Time"/"Your Hands" – 1984. március 9.
- "Borrowed Time"/"Your Hands"/"Never Say Goodbye" – 1984. március 9.
- "I'm Stepping Out"/"Sleepless Night" – 1984. július 15.
- "I'm Stepping Out"/"Sleepless Night"/"Loneliness" – 1984. július 15.
- "Every Man Has a Woman Who Loves Him"/"It's Alright" – 1984. november 16.

### 1985
- "Jealous Guy"/"Going Down on Love"/"Oh Yoko!" – 1985. november 18.
- "Jealous Guy"/"Going Down on Love" – 1985. november 18.

### 1988
- "Imagine"/"Jealous Guy"/"Happy Xmas (War is Over)" – 1988. január 28.
- "Imagine"/"Jealous Guy" – 1988. január 28.

### 2003
- "Happy Xmas (War is Over)"/"Imagine" – 2003. december 8.

## Fordítás
- Ez a szócikk részben vagy egészben  a   John Lennon discography című angol Wikipédia-szócikk fordításán alapul.  Az eredeti cikk szerkesztőit annak laptörténete sorolja fel. Ez a jelzés csupán a megfogalmazás eredetét és a szerzői jogokat jelzi, nem szolgál a cikkben szereplő információk forrásmegjelöléseként.